# Chapter 2: The Voice
Chapter 2: The Voice è il terzo album della cantante statunitense Syleena Johnson, pubblicato nel 2002 da Jive Records. Secondo disco consecutivo della Johnson a raggiungere il primo posto in una classifica statunitense.
| Recensione | Giudizio |
| ---------- | -------- |
| AllMusic   | [ 1 ]    |

## Tracce
1. The Voice/Intro – 4:33 (Syleena Johnson, Tony Cottrell, Lawrence Howard Brown, Oleg Lopatin, Marvin Gaye, Al Cleveland, Renaldo Benson) – Hi-Tek
2. Faithful to You – 3:30 (Johnson, Dwayne Bastiany) – Bastiany
3. Now That I Got You – 3:37 (Johnson, Bastiany, Deniece Williams, Susaye Greene, Henry Redd, Nathan Watts) – Bastiany
4. Dear You – 2:53 (Johnson, Carvin Haggins, Ivan Barias, Jamar Jones) – Carvin & Ivan
5. Guess What – 3:32 (R. Kelly) – R. Kelly
6. I'm Gon' Cry – 3:31 (Johnson, Haggins, Barias, Frank Romano, Steve Cropper, Al Jackson, Jr., Donald Dunn, Booker T. Jones) – Carvin & Ivan
7. Is That You – 4:30 (Johnson, Mike Dunn) – Dunn
8. Tonight I'm Gonna Let Go – 3:54 (Johnson, Dunn, James Seals) – Dunn
9. If You Play Your Cards Right – 6:01 (Kevin McCord) – Scorpio
10. No Words – 3:46 (Johnson, Haggins, Barias, Romano) – Carvin & Ivan
11. So Willingly – 3:46 (Johnson, Haggins, Barias, Romano) – Carvin & Ivan
12. Guitars of the Heart (Happy) – 5:40 (Johnson, Joel Kipnis) – JK
13. I Believe in Love – 3:51 (Johnson, Christian Robinson) – C. Major, Scorpio
14. Outro – 0:59 (Johnson, Cottrell) – Hi-Tek
15. Tonight I'm Gonna Let Go (Remix) (featuring Busta Rhymes, Rampage, Sham & Spliff Star of Flipmode Squad) – 4:18 (Johnson, Dunn, Seals, Trevor Smith, Roger McNair, Leroy Jones, William Lewis) – Dunn, Scorpio, R. Kelly
16. Joined at the Hip – 3:55 (R. Kelly) – R. Kelly

## Classifiche settimanali
| Classifica (2002)         | Posizione massima |
| ------------------------- | ----------------- |
| Stati Uniti               | 104               |
| US Heatseekers Albums     | 1                 |
| US Top R&B/Hip-Hop Albums | 19                |